# Marsdenia tinctoria
Marsdenia tinctoria là một loài thực vật có hoa trong họ La bố ma. Loài này được R. Br. mô tả khoa học đầu tiên năm 1810.